# Über die Ursprünglichkeit des Judentums
Über die Ursprünglichkeit des Judentums (auch Contra Apionem „Gegen Apion“) ist ein Ende des 1. Jahrhunderts n. Chr. von Flavius Josephus verfasstes apologetisches Werk. Es ist in den Handschriften nur unvollständig und schlecht überliefert. Die seit 1720 unternommenen Versuche, den originalen Text zu rekonstruieren, waren problematisch, da nur einzelne Textpassagen losgelöst vom Gesamtzusammenhang verbessert wurden, zudem ergänzt mit Inhaltsvermutungen. Ein tieferer Einblick in die gesamte Bandbreite aller Texte, die auf das Werk zurückgehen, war daher bis zu der im Jahr 2008 erfolgten Neubearbeitung nicht möglich.
Die in verschiedenen Werken einzelnen Historikern des Hellenismus, beispielsweise Manetho, zugewiesenen judenfeindlichen Einstellungen können aufgrund der Berücksichtigung aller Textzeugen größtenteils nicht mehr aufrecht gehalten werden. Jene judenfeindlichen Tendenzen haben ihre Wurzeln hauptsächlich in Nachbearbeitungen von unbekannten Autoren, die in historische Originalquellen einflossen oder als eigenständige Pseudo-Werke vermehrt in römischer Zeit entstanden.

## Titel und Zielsetzung des Werkes
Die ältesten belegten Zitate von Eusebius und Origenes bezeichneten das von Josephus verfasste Werk als Über das Alter der Juden. Der erst von Hieronymus eingeführte Konventionstitel Contra Apionem ist unzutreffend, da Josephus nur ein Viertel seiner Texte (Buch 2,2–144) Apion widmete. In der lateinischen Tradition ist das Werk mit De Judaeorum vetustate überliefert, wobei die Bezeichnung Contra Ap(p)ionem auch hier nur als Anhang verwendet wurde. Daraus ergab sich der einige Jahrhunderte in Gebrauch gewesene lateinische Titel De antiquitate. Die wörtliche Übersetzung ist in deutscher Sprache unverständlich, da es in den Josephus-Texten vordergründig nicht um Personen, sondern um Alter, Anfänge und Ursprünglichkeit des jüdischen Volkes nebst der zugehörigen Religion und Kultur geht. Der dazu passend übersetzte Titel lautet daher Über die Ursprünglichkeit des Judentums.
Flavius Josephus schrieb sein Werk mit der Zielsetzung, den in seiner Epoche offenen Religionsstreit nicht zu entschärfen, sondern ihn zugunsten des Judentums zu entscheiden. Er unternahm dabei insbesondere den Versuch, andere Glaubensrichtungen als „falsche Religion“ abzuqualifizieren und das von ihm verehrte Judentum als „wahre Auffassung von Gott“ und „wahrste Frömmigkeit“ zu präsentieren. Andere Religionen sah er als „Unordnung“ an. Nur indirekt ließ Flavius Josephus die bereits in der Antike – insbesondere zwischen Juden und Ägyptern – bestehenden gegenseitigen kulturellen Ablehnungen in sein Werk einfließen. Ergänzend verband er seine Apologie thematisch mit dem zu seiner Zeit herrschenden Kriegszustand, der ein öffentlich jüdisches Leben unmöglich machte. Aufgrund dieser Situation versuchte Flavius Josephus in seinem Werk die für ihn existierende Kernfrage nach einer eigenen jüdischen Verfassung im Römischen Reich darzustellen, ohne jedoch diese für ihn gefährliche Thematik offen zu artikulieren.
Hauptursache der teilweise in Ägypten verfassten judenfeindlichen Schriften war die von jüdischer Seite vorgenommene verachtende Darstellung des ägyptischen Volkes aufgrund der religiösen Überlieferungen des Judentums. Über die nach Ägypten zurückgekehrten alexandrinischen Juden gelangten jene ägyptenfeindlichen Berichte in den Umlauf. Als altägyptische Reaktion erfolgten negative Gegenerzählungen, die von zahlreichen Autoren aufgenommen und weiterverbreitet wurden. Flavius Josephus, der inhaltlich ebenfalls eine antiägyptische Haltung vertrat, versuchte deshalb, die von ihm angeführten judenfeindlichen Berichte mit seiner Apologie zu widerlegen. Eine Ausbreitung der antijüdischen Schriften nach Rom sollte so verhindert werden.

## Überlieferung

### Griechische Überlieferung

#### Codices
Der Codex Laurentianus 69,22 aus dem 11. Jahrhundert enthält nur 38 Blätter. Im Codex Eliensis aus dem 15. Jahrhundert ist nur der Inhalt von Buch 1 sowie anteilig von Buch 2, 1-51 und 114–133 erhalten; auch hier fehlt die Textpassage von Buch 2, 52–113. Der Codex Schleusingensis wurde vor 1544 verfasst und enthält nur eine sehr stark verkürzte Überlieferung. Für die nur indirekt überlieferten Inhalte von Buch 2, 134–296 sind entsprechende Codices nicht vorhanden.
Auf Benedikt Nieses Einschätzung beruhte die bis zum Jahr 2007 vorherrschende wissenschaftliche Überzeugung, dass es sich bei dem Codex Laurentianus um die einzig selbständig erhaltene überlieferte griechische Textfassung der Josephustexte handele und die späteren Codices nur Abschriften vom Codex Laurentianus darstellen. Die 2005 von Dagmar Labow und 2007 von Heinz Schreckenberg publizierten textkritischen Abhandlungen haben Nieses Ansicht ebenfalls noch übernommen. Folker Siegerts Textuntersuchungen belegen jedoch, dass es sich bei den Codices Eliensis und Schleusingensis um vom Codex Laurentianus unabhängige Textzeugen handelt.

#### Exzerpte
Aus dem 9. Jahrhundert datiert das byzantinische Exzerpt der Anecdota, das dieselbe schlechte Qualität wie die Eusebius-Überlieferung aufweist und nur die Passage Buch 1, 106–127 enthält. Die Excerpta Constantiniana wurden zwischen 913 und 957 im Auftrag von Konstantin Porphyrogennetos gefertigt und existieren nur noch in fragmentarischen Zustand. Die sich zurzeit in Florenz beziehungsweise im Vatikan befindlichen Codices M und V enthalten überlieferte Zitate von Manetho und Berossos sowie phönizische Chroniken, die in Buch 1, 73–159 wiedergegeben sind. Ebenso wie bei den Codices fehlen bei den Exzerpten die Berichte von Buch 2, 160–296.

### Indirekte Überlieferungen
Für seine Überlieferungen der manethonischen Aegyptiaca stützte sich Eusebius von Caesarea im 4. Jahrhundert n. Chr. in längeren Ausschnitten einerseits in seiner 15 Bücher umfassenden Praeparatio evangelica auf die Apologie Über die Ursprünglichkeit des Judentums und andererseits in Buch 1 der Chronik auf weitere Auszüge der Texte von Flavius Josephus. Buch 1 ist nur in armenischer Sprache erhalten geblieben. Buch 2 der Chronik ist größtenteils nur in der in lateinischer Sprache verfassten Überlieferung des Hieronymus erhalten; einzelne Bruchstücke des ursprünglichen Textes liegen in Zitatform vor. Die überlieferten Eusebius-Zitate zählen wegen ihrer hohen Genauigkeit zu den wichtigen geschichtlichen Textzeugen. Der griechische Urtext konnte bislang noch nicht einer kritischen Prüfung unterzogen werden, da die benutzten Zitate aus späteren Weiterverarbeitungen herausgetrennt werden müssten. Dies aber macht eine Entscheidung hinsichtlich problematischer Passagen unmöglich. Insofern stellt der erste Teil der Eusebius-Chronik nur eine in bedenklichem Zustand vorliegende Quelle dar.
Georgios Synkellos überlieferte um etwa 800 n. Chr. in griechischer Sprache Fragmente der Chronik, die er über die Zwischenstufe des Panodorus von Alexandrien übernahm. Theophilus von Antiochien, an sich ein wertvoller Textzeuge, zitierte im dritten Buch der Ad Autolycum (3:20-22) verkürzend eine Textpassage aus Buch 1, 93–126. Grundlage der von ihm verwendeten Josephus-Texte bildete sein Interesse, eine Verbindung der biblischen Geschichte mit der altägyptischen Chronologie herzustellen.

### Lateinische Übersetzung
Von Bedeutung ist ferner die lateinische Übersetzung des De Judaeorum vetustate sive Contra Apionem. Sie entstand im 6. Jahrhundert als Auftragsarbeit und ist in zahlreichen Handschriften überliefert. Aus der lateinischen Übersetzung lassen sich jedoch nur vage Eindrücke gewinnen, weil sie nur flüchtig angefertigt wurde. Da die Textpassage in Buch 2, 51-113 durch den Verlust einiger Blätter seit dem 2. Jahrhundert n. Chr. nicht mehr in der Urform vorhanden ist und in allen griechischen Codices fehlt, liegt für diesen Teil ausschließlich die lateinische Übersetzung als Textzeuge vor.
Die lateinische Übersetzung ist teilweise mit erheblichen Problemen behaftet. In den früheren Ausgaben blieben zahlreiche Glättungen unerwähnt, insbesondere die des Sigismund Gelenius. Hinzu kommen inhaltliche Korrekturen der Humanisten und ergänzte Vermutungen. Der von Robert J.H. Shutt in 1987 vorgenommene Versuch einer Rückübersetzung aus der lateinischen in die griechische Sprache zeigt Abweichungen gegenüber dem Sprachstil des Flavius Josephus und birgt im textkritischen Bereich zahlreiche Fehler. In der Neuausgabe von Folker Siegert wurden Überlieferungsfehler und hinzugefügte Vermutungen gekennzeichnet sowie im textkritischen Teil diskutiert.

### Inhaltliche Abweichungen Buch2,163-228a
Die Ausführungen der griechischen Texte in Buch 2, 163-228a, die im Codex Laurentianus und Codex Schleusingensis erhalten geblieben sind, weisen gegenüber dem Wortlaut der Eusebius-Überlieferungen große Abweichungen auf; in geringerem Maß ebenfalls in der lateinischen Übersetzung. Nach Begutachtung der unterschiedlichen Textfassungen ist eine Gestaltungsabsicht in den Quellen Codex Laurentianus, Codex Schleusingensis und in der lateinischen Übersetzung erkennbar, weshalb Folker Siegert für die Wiedergabe der Texte Buch 2, 163-228a der Eusebius-Überlieferung den Vorzug gab.

### Stemma
|                                                                    |  |                                                                           |                                                                           |                                                                           |                                                                           | Flavius Josephus Über die Ursprünglichkeit des Judentums (Erstes Jahrhundert n. Chr.) | Flavius Josephus Über die Ursprünglichkeit des Judentums (Erstes Jahrhundert n. Chr.) | Flavius Josephus Über die Ursprünglichkeit des Judentums (Erstes Jahrhundert n. Chr.) | Flavius Josephus Über die Ursprünglichkeit des Judentums (Erstes Jahrhundert n. Chr.) | Flavius Josephus Über die Ursprünglichkeit des Judentums (Erstes Jahrhundert n. Chr.) | Flavius Josephus Über die Ursprünglichkeit des Judentums (Erstes Jahrhundert n. Chr.) |                                                                                   |                                                                                   | Lateinische Übersetzung (Sechstes Jahrhundert n. Chr.)                            | Lateinische Übersetzung (Sechstes Jahrhundert n. Chr.)                            | Lateinische Übersetzung (Sechstes Jahrhundert n. Chr.)                       | Lateinische Übersetzung (Sechstes Jahrhundert n. Chr.)                       | Lateinische Übersetzung (Sechstes Jahrhundert n. Chr.)                       | Lateinische Übersetzung (Sechstes Jahrhundert n. Chr.)                       |                                                                              |                                                                              |  |  |  |  |  |  |  |  |  |  |  |  |
|                                                                    |  |                                                                           |                                                                           |                                                                           |                                                                           | Flavius Josephus Über die Ursprünglichkeit des Judentums (Erstes Jahrhundert n. Chr.) | Flavius Josephus Über die Ursprünglichkeit des Judentums (Erstes Jahrhundert n. Chr.) | Flavius Josephus Über die Ursprünglichkeit des Judentums (Erstes Jahrhundert n. Chr.) | Flavius Josephus Über die Ursprünglichkeit des Judentums (Erstes Jahrhundert n. Chr.) | Flavius Josephus Über die Ursprünglichkeit des Judentums (Erstes Jahrhundert n. Chr.) | Flavius Josephus Über die Ursprünglichkeit des Judentums (Erstes Jahrhundert n. Chr.) |                                                                                   |                                                                                   | Lateinische Übersetzung (Sechstes Jahrhundert n. Chr.)                            | Lateinische Übersetzung (Sechstes Jahrhundert n. Chr.)                            | Lateinische Übersetzung (Sechstes Jahrhundert n. Chr.)                       | Lateinische Übersetzung (Sechstes Jahrhundert n. Chr.)                       | Lateinische Übersetzung (Sechstes Jahrhundert n. Chr.)                       | Lateinische Übersetzung (Sechstes Jahrhundert n. Chr.)                       |                                                                              |                                                                              |  |  |  |  |  |  |  |  |  |  |  |  |
|                                                                    |  |                                                                           |                                                                           |                                                                           |                                                                           |                                                                                       |                                                                                       |                                                                                       |                                                                                       |                                                                                       |                                                                                       |                                                                                   |                                                                                   |                                                                                   |                                                                                   |                                                                              |                                                                              |                                                                              |                                                                              |                                                                              |                                                                              |  |  |  |  |  |  |  |  |  |  |  |  |
|                                                                    |  |                                                                           |                                                                           |                                                                           |                                                                           | Verlust von Buch 2, 51–113 (Zweites Jahrhundert n. Chr.)                              |                                                                                       |                                                                                       |                                                                                       |                                                                                       |                                                                                       |                                                                                   |                                                                                   |                                                                                   |                                                                                   |                                                                              |                                                                              |                                                                              |                                                                              |                                                                              |                                                                              |  |  |  |  |  |  |  |  |  |  |  |  |
|                                                                    |  |                                                                           |                                                                           |                                                                           |                                                                           |                                                                                       |                                                                                       |                                                                                       |                                                                                       |                                                                                       |                                                                                       |                                                                                   |                                                                                   |                                                                                   |                                                                                   |                                                                              |                                                                              |                                                                              |                                                                              |                                                                              |                                                                              |  |  |  |  |  |  |  |  |  |  |  |  |
|                                                                    |  |                                                                           |                                                                           |                                                                           |                                                                           |                                                                                       |                                                                                       |                                                                                       |                                                                                       |                                                                                       |                                                                                       |                                                                                   |                                                                                   |                                                                                   |                                                                                   |                                                                              |                                                                              |                                                                              |                                                                              |                                                                              |                                                                              |  |  |  |  |  |  |  |  |  |  |  |  |
|                                                                    |  |                                                                           |                                                                           |                                                                           |                                                                           |                                                                                       |                                                                                       |                                                                                       |                                                                                       |                                                                                       |                                                                                       | Eusebius von Caesarea Griechische Urschriften (Viertes Jahrhundert n. Chr.)       |                                                                                   |                                                                                   |                                                                                   |                                                                              |                                                                              |                                                                              |                                                                              |                                                                              |                                                                              |  |  |  |  |  |  |  |  |  |  |  |  |
|                                                                    |  |                                                                           |                                                                           |                                                                           |                                                                           |                                                                                       |                                                                                       |                                                                                       |                                                                                       |                                                                                       |                                                                                       |                                                                                   |                                                                                   |                                                                                   |                                                                                   |                                                                              |                                                                              |                                                                              |                                                                              |                                                                              |                                                                              |  |  |  |  |  |  |  |  |  |  |  |  |
|                                                                    |  |                                                                           |                                                                           |                                                                           |                                                                           |                                                                                       |                                                                                       |                                                                                       |                                                                                       |                                                                                       |                                                                                       |                                                                                   |                                                                                   |                                                                                   |                                                                                   |                                                                              |                                                                              |                                                                              |                                                                              |                                                                              |                                                                              |  |  |  |  |  |  |  |  |  |  |  |  |
|                                                                    |  |                                                                           |                                                                           |                                                                           |                                                                           |                                                                                       |                                                                                       | Codex Laurentianus 69,22 Griechischer Text (Elftes Jahrhundert n. Chr.)               | Codex Laurentianus 69,22 Griechischer Text (Elftes Jahrhundert n. Chr.)               | Codex Laurentianus 69,22 Griechischer Text (Elftes Jahrhundert n. Chr.)               | Codex Laurentianus 69,22 Griechischer Text (Elftes Jahrhundert n. Chr.)               | Codex Laurentianus 69,22 Griechischer Text (Elftes Jahrhundert n. Chr.)           | Codex Laurentianus 69,22 Griechischer Text (Elftes Jahrhundert n. Chr.)           |                                                                                   |                                                                                   | Eusebius von Caesarea Armenische Texte (Sechstes Jahrhundert n. Chr.)        | Eusebius von Caesarea Armenische Texte (Sechstes Jahrhundert n. Chr.)        | Eusebius von Caesarea Armenische Texte (Sechstes Jahrhundert n. Chr.)        | Eusebius von Caesarea Armenische Texte (Sechstes Jahrhundert n. Chr.)        | Eusebius von Caesarea Armenische Texte (Sechstes Jahrhundert n. Chr.)        | Eusebius von Caesarea Armenische Texte (Sechstes Jahrhundert n. Chr.)        |  |  |  |  |  |  |  |  |  |  |  |  |
| Codex Eliensis Griechischer Text (Fünfzehntes Jahrhundert n. Chr.) |  |                                                                           |                                                                           |                                                                           |                                                                           |                                                                                       |                                                                                       | Codex Laurentianus 69,22 Griechischer Text (Elftes Jahrhundert n. Chr.)               | Codex Laurentianus 69,22 Griechischer Text (Elftes Jahrhundert n. Chr.)               | Codex Laurentianus 69,22 Griechischer Text (Elftes Jahrhundert n. Chr.)               | Codex Laurentianus 69,22 Griechischer Text (Elftes Jahrhundert n. Chr.)               | Codex Laurentianus 69,22 Griechischer Text (Elftes Jahrhundert n. Chr.)           | Codex Laurentianus 69,22 Griechischer Text (Elftes Jahrhundert n. Chr.)           |                                                                                   |                                                                                   | Eusebius von Caesarea Armenische Texte (Sechstes Jahrhundert n. Chr.)        | Eusebius von Caesarea Armenische Texte (Sechstes Jahrhundert n. Chr.)        | Eusebius von Caesarea Armenische Texte (Sechstes Jahrhundert n. Chr.)        | Eusebius von Caesarea Armenische Texte (Sechstes Jahrhundert n. Chr.)        | Eusebius von Caesarea Armenische Texte (Sechstes Jahrhundert n. Chr.)        | Eusebius von Caesarea Armenische Texte (Sechstes Jahrhundert n. Chr.)        |  |  |  |  |  |  |  |  |  |  |  |  |
|                                                                    |  |                                                                           |                                                                           |                                                                           |                                                                           |                                                                                       |                                                                                       |                                                                                       |                                                                                       | Eusebius von Caesarea Griechische Fassung B + O (Zwölftes Jahrhundert n. Chr.)        | Eusebius von Caesarea Griechische Fassung B + O (Zwölftes Jahrhundert n. Chr.)        | Eusebius von Caesarea Griechische Fassung B + O (Zwölftes Jahrhundert n. Chr.)    | Eusebius von Caesarea Griechische Fassung B + O (Zwölftes Jahrhundert n. Chr.)    | Eusebius von Caesarea Griechische Fassung B + O (Zwölftes Jahrhundert n. Chr.)    | Eusebius von Caesarea Griechische Fassung B + O (Zwölftes Jahrhundert n. Chr.)    | Eusebius von Caesarea Armenische Fassung E (Zwölftes Jahrhundert n. Chr.)    | Eusebius von Caesarea Armenische Fassung E (Zwölftes Jahrhundert n. Chr.)    | Eusebius von Caesarea Armenische Fassung E (Zwölftes Jahrhundert n. Chr.)    | Eusebius von Caesarea Armenische Fassung E (Zwölftes Jahrhundert n. Chr.)    | Eusebius von Caesarea Armenische Fassung E (Zwölftes Jahrhundert n. Chr.)    | Eusebius von Caesarea Armenische Fassung E (Zwölftes Jahrhundert n. Chr.)    |  |  |  |  |  |  |  |  |  |  |  |  |
|                                                                    |  |                                                                           |                                                                           |                                                                           |                                                                           |                                                                                       |                                                                                       |                                                                                       |                                                                                       | Eusebius von Caesarea Griechische Fassung B + O (Zwölftes Jahrhundert n. Chr.)        | Eusebius von Caesarea Griechische Fassung B + O (Zwölftes Jahrhundert n. Chr.)        | Eusebius von Caesarea Griechische Fassung B + O (Zwölftes Jahrhundert n. Chr.)    | Eusebius von Caesarea Griechische Fassung B + O (Zwölftes Jahrhundert n. Chr.)    | Eusebius von Caesarea Griechische Fassung B + O (Zwölftes Jahrhundert n. Chr.)    | Eusebius von Caesarea Griechische Fassung B + O (Zwölftes Jahrhundert n. Chr.)    | Eusebius von Caesarea Armenische Fassung E (Zwölftes Jahrhundert n. Chr.)    | Eusebius von Caesarea Armenische Fassung E (Zwölftes Jahrhundert n. Chr.)    | Eusebius von Caesarea Armenische Fassung E (Zwölftes Jahrhundert n. Chr.)    | Eusebius von Caesarea Armenische Fassung E (Zwölftes Jahrhundert n. Chr.)    | Eusebius von Caesarea Armenische Fassung E (Zwölftes Jahrhundert n. Chr.)    | Eusebius von Caesarea Armenische Fassung E (Zwölftes Jahrhundert n. Chr.)    |  |  |  |  |  |  |  |  |  |  |  |  |
|                                                                    |  | Codex Schleusingensis Griechischer Text (Sechzehntes Jahrhundert n. Chr.) | Codex Schleusingensis Griechischer Text (Sechzehntes Jahrhundert n. Chr.) | Codex Schleusingensis Griechischer Text (Sechzehntes Jahrhundert n. Chr.) | Codex Schleusingensis Griechischer Text (Sechzehntes Jahrhundert n. Chr.) | Codex Schleusingensis Griechischer Text (Sechzehntes Jahrhundert n. Chr.)             | Codex Schleusingensis Griechischer Text (Sechzehntes Jahrhundert n. Chr.)             |                                                                                       |                                                                                       | Eusebius von Caesarea Griechische Fassung N + I (Dreizehntes Jahrhundert n. Chr.)     | Eusebius von Caesarea Griechische Fassung N + I (Dreizehntes Jahrhundert n. Chr.)     | Eusebius von Caesarea Griechische Fassung N + I (Dreizehntes Jahrhundert n. Chr.) | Eusebius von Caesarea Griechische Fassung N + I (Dreizehntes Jahrhundert n. Chr.) | Eusebius von Caesarea Griechische Fassung N + I (Dreizehntes Jahrhundert n. Chr.) | Eusebius von Caesarea Griechische Fassung N + I (Dreizehntes Jahrhundert n. Chr.) | Eusebius von Caesarea Armenische Fassung G (Dreizehntes Jahrhundert n. Chr.) | Eusebius von Caesarea Armenische Fassung G (Dreizehntes Jahrhundert n. Chr.) | Eusebius von Caesarea Armenische Fassung G (Dreizehntes Jahrhundert n. Chr.) | Eusebius von Caesarea Armenische Fassung G (Dreizehntes Jahrhundert n. Chr.) | Eusebius von Caesarea Armenische Fassung G (Dreizehntes Jahrhundert n. Chr.) | Eusebius von Caesarea Armenische Fassung G (Dreizehntes Jahrhundert n. Chr.) |  |  |  |  |  |  |  |  |  |  |  |  |

### Gedruckte Textausgaben
Die von Benedikt Niese aus dem Jahr 1889 stammenden Textfassungen beinhalten zahlreiche Korruptelen. Zudem schrieb Niese in diesem Zusammenhang über Codices, ohne dass sie ihm vorlagen. Die armenische Fassung kannte er nur aus einer lateinischen „Übersetzung einer Übersetzung“. Die zugehörigen Handschriften hatte bislang nur Niese in die Bearbeitungen einbezogen.
Die Praeparatio evangelica des Eusebius von Caesarea wurden von Karl Mras überarbeitet und teilweise korrigiert und 1954 bis 1956 herausgegeben, weshalb nach einer Beurteilung von Folker Siegert die Ausgabe der Praeparatio evangelica von Karl Mras als „maßgeblich gilt“ und die Angaben Nieses als obsolet anzusehen sind.
Dagmar Labows deutsche Übersetzungen aus dem Jahr 2005 bildeten den Beginn einer Neuaufnahme, ohne jedoch alle Quellen zu berücksichtigen. Folker Siegert nahm daher 2008 erstmals seit Nieses Komplettausgabe eine Neubearbeitung aller verfügbaren Quellen vor.